# Pia Krensler
Pia Marianna Krensler, född 9 september 1948, är en svensk landskapsarkitekt.
Pia Krensler var stadsträdgårdsmästare i Stockholm mellan 2009 och 2017 med ansvar för stadens offentliga rum såsom parker, gator, torg, kajer och strandpromenader. Hon arbetade för trafikkontoret men hade även nära samarbete med stadsledning, stadsbyggnadskontoret och stadsarkitekt Karolina Keyzer. Hon var tidigare praktiserande landskapsarkitekt på flera arkitektkontor och konsultföretag. 